# Apoštolská prefektura Spojených států amerických

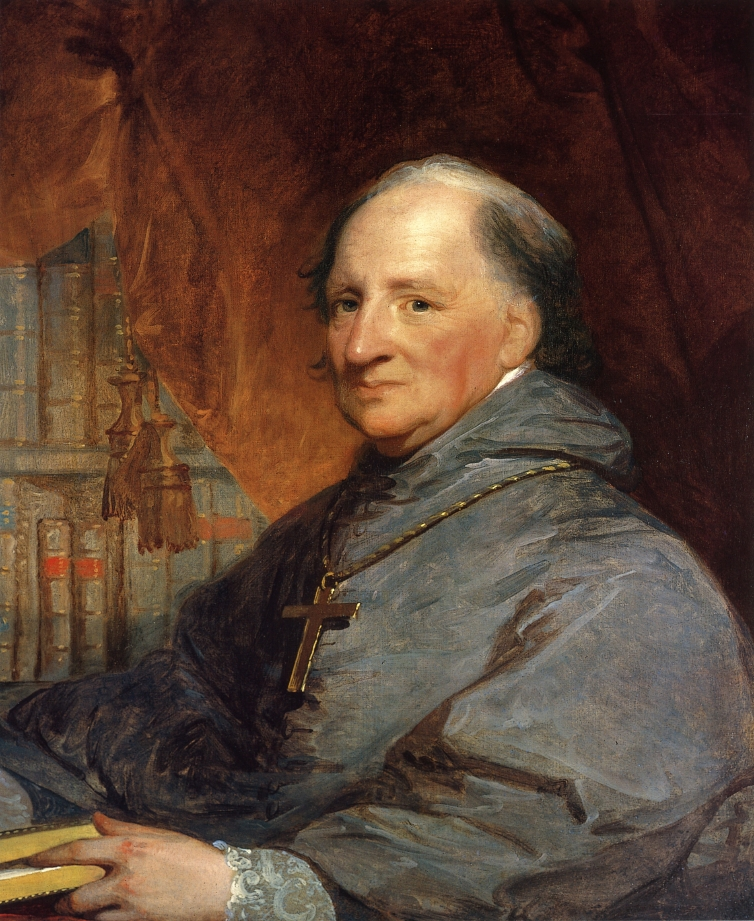
Portrét Johna Carrolla, prvního představeného Apoštolské prefektury Spojených států, od Gilberta Stuarta

Apoštolská prefektura Spojených států (latinsky Praefectura Apostolica Civitatum Foederatarum Americae Septentrionalis) byla první římskokatolickou církevní jurisdikcí, která byla oficiálně uznána po vyhlášení nezávislosti Spojených států v roce 1776. 

## Předchozí Britská jurisdikce a americká nezávislost
Před americkou válkou za nezávislost a během ní spadali katolíci ve třinácti koloniích (bez francouzské Kanady) pod církevní jurisdikci biskupa apoštolského vikariátu pro londýnskou oblast v Anglii. 
Válka byla formálně ukončena Pařížskou smlouvou, která byla podepsána 3. září 1783 a ratifikována Konfederačním kongresem (nově nezávislých Spojených států amerických) 14. ledna 1784 a britským králem Jiřím III. 9. dubna 1784. Ratifikační listiny byly vzájemně vyměněny v Paříži 12. května 1784. Dne 6. listopadu 1783 zaslali marylandští duchovní Svatému stolci žádost o povolení, aby misionáři ve Spojených státech mohli jmenovat představeného, který by měl některé pravomoci biskupa.

## Nominace Johna Carrolla
V reakci na to byl otec John Carroll – zvolený svými bratry kněžími – 6. června 1784 potvrzen papežem Piem VI. jako představený misií ve třinácti Spojených státech severoamerických s pravomocí udělovat svátost biřmování. Tímto aktem byla ve Spojených státech ustanovena hierarchie a katolická církev ve Spojených státech byla vyňata z pravomoci apoštolského vikáře pro londýnskou oblast.

## Schválení ze strany Svatého stolce
Svatý stolec následně 26. listopadu 1784 zřídil Apoštolskou prefekturu Spojených států.